# Palazzo della Regina Giovanna
Il palazzo della Regina Giovanna è un palazzo di Napoli; sorge in vico Santa Maria Vertecoeli.
Il palazzo, chiamato tradizionalmente con questo nome, venne edificato nel Quattrocento, come attestano alcune strutture, ma venne rimaneggiato dal XVI secolo, di cui sono testimoni le finestre all'interno del cortile, al XVIII secolo, con la realizzazione di decorazioni in stile rococò. I balconi prospicienti sulla strada risalgono al Seicento.
Il palazzo rappresenta un insieme di architettura rinascimentale, barocca e rococò all'interno delle mura urbane.